# Lijst van voetbalinterlands Argentinië - Kroatië
Deze lijst van voetbalinterlands is een overzicht van alle officiële voetbalwedstrijden tussen de nationale teams van Argentinië en Kroatië. De landen speelden tot op heden zes keer tegen elkaar. De eerste wedstrijd, een vriendschappelijk duel, was op 4 juni 1996 in Zagreb. De laatste confrontatie, een halve finale van het Wereldkampioenschap voetbal 2022, vond plaats op 13 december 2022 in Lusail (Qatar).

## Wedstrijden
| № | Plaats          | Datum            | Competitie        | Wedstrijd            | Uitslag |
| - | --------------- | ---------------- | ----------------- | -------------------- | ------- |
| 1 | Zagreb          | 4 juni 1994      | Vriendschappelijk | Kroatië – Argentinië | 0 – 0   |
| 2 | Bordeaux        | 26 juni 1998     | WK 1998           | Kroatië – Argentinië | 0 – 1   |
| 3 | Bazel           | 1 maart 2006     | Vriendschappelijk | Kroatië – Argentinië | 3 – 2   |
| 4 | Londen          | 12 november 2014 | Vriendschappelijk | Argentinië − Kroatië | 2 − 1   |
| 5 | Nizjni Novgorod | 21 juni 2018     | WK 2018           | Argentinië – Kroatië | 0 − 3   |
| 6 | Lusail          | 13 december 2022 | WK 2022           | Argentinië – Kroatië | 3 − 0   |

## Samenvatting
| Competitie        | Totaal gespeeld | Winst Argentinië | Gelijk | Winst Kroatië | Doelsaldo Argentinië – Kroatië |
| ----------------- | --------------- | ---------------- | ------ | ------------- | ------------------------------ |
| WK-eindronde      | 3               | 2                | 0      | 1             | 4 – 3                          |
| Vriendschappelijk | 3               | 1                | 1      | 1             | 4 – 4                          |
| Totaal            | 6               | 3                | 1      | 2             | 8 – 7                          |

Wedstrijden bepaald door strafschoppen worden, in lijn met de FIFA, als een gelijkspel gerekend.

## Details

### Tweede ontmoeting
| WK 1998 (Bordeaux, Frankrijk, 26 juni 1998): |              | |
| Argentinië | 1 – 0        | Kroatië |
| Héctor Pineda 34' | goals        | |
| Daniel Passarella | bondscoach   | Miroslav Blažević |
| Carlos Roa Roberto Ayala Nelson Vivas Pablo Paz Javier Zanetti 68' Matías Almeyda Héctor Pineda Juan Sebastián Verón Ariel Ortega 53' Marcelo Gallardo 81' Gabriel Batistuta | opstellingen | Dražen Ladić Zvonimir Soldo Slaven Bilić Dario Šimić 46' Silvio Marić 68' Robert Prosinečki Aljoša Asanović Zvonimir Boban Robert Jarni Mario Stanić Davor Šuker |
| Claudio López 51' Diego Simeone 68' Sergio Berti 81' | wissels      | 46' Goran Vlaović 68' Igor Štimac |
| Ariel Ortega 23' Roberto Ayala 35' Nelson Vivas 68' | gele kaarten | 20' Slaven Bilić 43' Zvonimir Soldo 47' Zvonimir Boban 58' Robert Jarni                                                                                          |

### Vierde ontmoeting
De vierde ontmoeting tussen de nationale voetbalploegen van Argentinië en Kroatië was een vriendschappelijk duel en vond plaats op 12 november 2014. Het duel werd gespeeld in het Boleyn Ground in Londen, en stond onder leiding van scheidsrechter Andre Marriner uit Engeland. Hij deelde geen kaarten uit. Negen spelers maakten hun debuut voor Kroatië: Domagoj Antolić (GNK Dinamo Zagreb), Mato Jajalo (HNK Rijeka), Lovre Kalinić (HNK Hajduk Split), Marin Leovac (HNK Rijeka), Marko Lešković (HNK Rijeka), Matej Mitrović (HNK Rijeka), Ivan Tomečak (HNK Rijeka), Marko Rog (RNK Split) en Ivan Vargić (HNK Rijeka).
| Vriendschappelijk (Londen, Verenigd Koninkrijk, 12 november 2014): |              | |
| Argentinië | 2 – 1        | Kroatië |
| Cristian Ansaldi 49' Lionel Messi 57' (pen.) | goals        | 11' Anas Sharbini |
| Gerardo Martino | bondscoach   | Niko Kovač |
| Sergio Romero Santiago Vergini Cristian Ansaldi 77' Pablo Zabaleta Ángel Di María 76' Enzo Pérez Lionel Messi Sergio Agüero 62' Javier Mascherano Federico Fazio Éver Banega 71' | opstellingen | 89' Lovre Kalinić Šime Vrsaljko 84' Marko Lešković Tin Jedvaj Milan Badelj 65' Anas Sharbini 84' Duje Čop 71' Hrvoje Milić 46' Mateo Kovačić Domagoj Antolić Marin Leovac |
| Carlos Tévez 62' Roberto Pereyra 71' Erik Lamela 76' Jonathan Silva 77' | wissels      | 46' Alen Halilović 65' Mato Jajalo 71' Ivan Tomečak 84' Matej Mitrović 84' Marko Rog 89' Ivan Vargić                                                                      |

AUF · A-internationals · Selecties · Bondscoaches · Argentijns vrouwenelftal · Olympisch elftal · Argentinië U21 · Argentinië U20 · Argentinië U19 · Argentinië U18 · Argentinië U17
1900 – 1909 ·
1910 – 1919 ·
1920 – 1929 ·
1930 – 1939 ·
1940 – 1949 ·
1950 – 1959 ·
1960 – 1969 ·
1970 – 1979 ·
1980 – 1989 ·
1990 – 1999 ·
2000 – 2009 ·
2010 – 2019 ·
2020 − 2029
WK 1930 · 
WK 1934 · 
WK 1958 · 
WK 1962 · 
WK 1966 · 
WK 1974 · 
WK 1978 · 
WK 1982 · 
WK 1986 · 
WK 1990 · 
WK 1994 · 
WK 1998 · 
WK 2002 · 
WK 2006 · 
WK 2010 · 
WK 2014 · 
WK 2018 ·
WK 2022
OS 1928 · 
OS 1988 · 
OS 1996 · 
OS 2004 · 
OS 2008 · 
OS 2016 · 
OS 2020
1902 · 
1903 · 
1904 · 
1905 · 
1906 · 
1907 · 
1908 · 
1909 ·
1910 · 
1911 · 
1912 · 
1913 · 
1914 · 
1915 · 
1916 · 
1917 · 
1918 · 
1919 ·
1920 · 
1921 · 
1922 · 
1923 · 
1924 · 
1925 · 
1926 · 
1927 · 
1928 · 
1929 ·
1930 · 
1931 · 
1932 · 
1933 · 
1934 · 
1935 · 
1936 · 
1937 · 
1938 · 
1939 ·
1940 · 
1941 · 
1942 · 
1943 · 
1944 · 
1945 · 
1946 · 
1947 · 
1948 · 1949 · 
1950 · 
1951 · 
1952 · 
1953 · 
1954 · 
1955 · 
1956 · 
1957 · 
1958 · 
1959 ·
1960 · 
1961 · 
1962 · 
1963 · 
1964 · 
1965 · 
1966 · 
1967 · 
1968 · 
1969 ·
1970 · 
1971 · 
1972 · 
1973 · 
1974 · 
1975 · 
1976 · 
1977 · 
1978 · 
1979 ·
1980 · 
1981 · 
1982 · 
1983 · 
1984 · 
1985 · 
1986 · 
1987 · 
1988 · 
1989 ·
1990 ·
1991 · 
1992 · 
1993 · 
1994 · 
1995 · 
1996 · 
1997 · 
1998 · 
1999 · 
2000 · 
2001 · 
2002 · 
2003 · 
2004 · 
2005 · 
2006 · 
2007 · 
2008 · 
2009 · 
2010 · 
2011 · 
2012 · 
2013 · 
2014 ·
2015 ·
2016 ·
2017 ·
2018 ·
2019 ·
2020 ·
2021 ·
2022 ·
2023
Albanië ·
Algerije ·
Angola ·
Australië ·
België ·
Bolivia ·
Bosnië en Herzegovina · 
Brazilië ·
Bulgarije ·
Canada ·
Chili ·
China ·
Colombia ·
Costa Rica · 
Curaçao ·
Denemarken ·
DDR ·
Duitsland ·
Ecuador ·
Egypte ·
El Salvador ·
Engeland ·
Estland ·
Frankrijk ·
Ghana ·
Griekenland ·
Guatemala ·
Haïti ·
Honduras ·
Hongarije ·
Hongkong ·
Ierland ·
IJsland ·
India ·
Indonesië ·
Irak ·
Iran ·
Israël ·
Italië ·
Ivoorkust ·
Jamaica ·
Japan ·
Joegoslavië ·
Kameroen ·
Kroatië ·
Libië ·
Litouwen · 
Marokko ·
Mexico ·
Nederland ·
Nicaragua ·
Nigeria ·
Noord-Ierland ·
Noorwegen ·
Oostenrijk ·
Panama ·
Paraguay ·
Peru ·
Polen ·
Portugal · 
Qatar ·
Roemenië ·
Rusland · 
Saoedi-Arabië · 
Schotland ·
Servië en Montenegro ·
Singapore ·
Slovenië ·
Slowakije ·
Sovjet-Unie ·
Spanje ·
Trinidad en Tobago ·
Tsjecho-Slowakije ·
Tunesië ·
Uruguay ·
Venezuela ·
Verenigde Arabische Emiraten ·
Verenigde Staten ·
Wales ·
Wit-Rusland · 
Zuid-Afrika ·
Zuid-Korea ·
Zweden ·
Zwitserland
Australië (2022) ·
België (2014) ·
Bosnië en Herzegovina (2014) ·
Brazilië (1982) ·
Brazilië (2005) ·
Denemarken (1995) ·
Duitsland (2006) ·
Duitsland (2014) ·
Frankrijk (2018) ·
Frankrijk (2022) ·
IJsland (2018) ·
Iran (2014) ·
Italië (1982) ·
Ivoorkust (2006) ·
Kroatië (2018) ·
Kroatië (2022) ·
Mexico (2006) ·
Nederland (1978) ·
Nederland (2006) ·
Nederland (2014) ·
Nederland (2022) ·
Nigeria (2010) ·
Nigeria (2014) ·
Nigeria (2018) ·
Saoedi-Arabië (1992) ·
Saoedi-Arabië (2022) · 
Servië en Montenegro (2006) ·
West-Duitsland (1986) · West-Duitsland (1990) ·
Zwitserland (2014)
HNS · A-internationals · Selecties · Bondscoaches · Statistieken · Kroatisch vrouwenelftal · Olympisch elftal · Kroatië U21 · Kroatië U20 · Kroatië U19 · Kroatië U18 · Kroatië U17 · Kroatië U16
1940 – 1956 ·
1990 – 1999 ·
2000 – 2009 ·
2010 – 2019 ·
2020 − 2029
EK's: 1996 · 
2000 · 
2004 · 
2008 · 
2012 · 
2016 · 
2020 · 
2024
WK's: 1998 · 
2002 · 
2006 · 
2010 · 
2014 · 
2018 · 
2022
1940 · 
1941 · 
1942 · 
1943 · 
1944 · 
1945–1955 · 
1956 · 
1957–1989 · 
1990 · 
1991 · 
1992 · 
1993 · 
1994 · 
1995 · 
1996 · 
1997 · 
1998 · 
1999 · 
2000 · 
2001 · 
2002 · 
2003 · 
2004 · 
2005 · 
2006 · 
2007 · 
2008 · 
2009 · 
2010 · 
2011 · 
2012 · 
2013 ·  
2014 · 
2015 · 
2016 · 
2017 · 
2018 ·
2019 ·
2020 ·
2021 ·
2022 ·
2023
Albanië ·
Andorra ·
Argentinië ·
Armenië ·
Australië ·
Azerbeidzjan · 
België ·
Bosnië en Herzegovina ·
Brazilië ·
Bulgarije ·
Canada ·
Chili ·
China ·
Cyprus ·
Denemarken ·
Duitsland ·
Ecuador ·
Egypte ·
Engeland ·
Estland ·
Finland ·
Frankrijk ·
Georgië ·
Gibraltar ·
Griekenland ·
Hongarije ·
Hongkong ·
Ierland ·
IJsland ·
Indonesië ·
Iran ·
Israël ·
Italië ·
Jamaica ·
Japan ·
Joegoslavië ·
Jordanië ·
Kameroen · 
Kazachstan ·
Kosovo ·
Letland ·
Litouwen ·
Liechtenstein ·
Mali ·
Malta ·
Marokko · 
Mexico ·
Moldavië ·
Nederland ·
Nigeria ·
Noord-Ierland ·
Noord-Macedonië ·
Noorwegen ·
Oekraïne ·
Oostenrijk ·
Peru ·
Polen ·
Portugal ·
Qatar ·
Roemenië ·
Rusland ·
San Marino ·
Saoedi-Arabië ·
Schotland ·
Senegal · 
Servië · 
Slovenië ·
Slowakije ·
Spanje ·
Tsjechië ·
Tunesië ·
Turkije ·
Wales ·
Wit-Rusland ·
Zuid-Korea ·
Zweden ·
Zwitserland
Argentinië (2018) ·
Argentinië (2022) ·
Australië (2006) ·
België (2022) ·
Brazilië (2006) ·
Brazilië (2014) ·
Brazilië (2022) ·
Denemarken (2018) ·
Duitsland (2008) ·
Engeland (2018) ·
Engeland (2021) ·
Frankrijk (2018) ·
Ierland (2012) ·
IJsland (2018) ·
Italië (2012) ·
Japan (2006) ·
Kameroen (2014) ·
Marokko (2022, 1) ·
Marokko (2022, 2) ·
Mexico (2014) ·
Nigeria (2018) ·
Oostenrijk (2008) ·
Polen (2008) ·
Rusland (2018) ·
Schotland (2021) ·
Spanje (2012) ·
Spanje (2021) ·
Tsjechië (2016) ·
Tsjechië (2021) ·
Turkije (2008) ·
Turkije (2016)